# Crassula brachystachya
Crassula brachystachya (Toelken, 1975) è una pianta succulenta appartenente alla famiglia delle Crassulaceae, endemica delle Province del Capo, in Sudafrica.
L'epiteto specifico brachystachya deriva dal greco βραχυς (brachis, "corto") e σταχυς (stachys, "spiga") con riferimento all'infiorescenza della pianta, che ricorda le spighe del grano.

## Descrizione

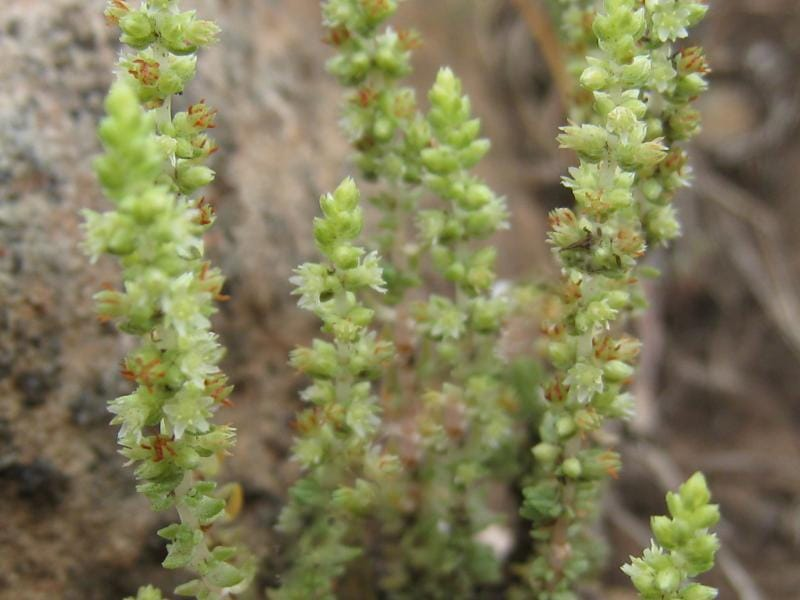
Infiorescenza di C. brachystachya.

C. brachystachya è una pianta perenne formata da diverse rosette che possono raggiungere con l'infiorescenza i 20 centimetri d'altezza ed ancorate al terreno attraverso una radice tuberiforme.
Le foglie sono sessili, glabre e carnose, lunghe fino a 8 cm e larghe tra 0,5 e 2 cm, dalla forma oblungo-lanceolata. Sono di colore verde, con sfumature rossastre verso i margini cigliati, con un profilo appiattito ed estremità da acute ad ottuse. Hanno stessa forma, ma dimensioni più contenute, le brattee.
Le infiorescenze a tirso, erette, si sviluppano in posizione terminale e sono generalmente composte da una singola dicasia, il che da' loro una forma a spiga.
I fiori, sessili ed uniti al peduncolo attraverso un corto pedicello, si sviluppano tra i mesi di novembre e gennaio. I sepali sono lunghi 4,5 mm, di forma oblungo-ellittica, in massima parte glabri ma con alcuni peli ricurvi sulle estremità. La corolla, di forma tubolare e con un diametro di circa 6 mm, è composta da petali dalla forma oblungo-ovata, lunghi 5 mm, con le estremità ricurve e brevemente fusi tra loro alla base. Gli stami portano delle antere di colore nero.

## Distribuzione e habitat
C. brachystachya è una specie endemica delle province del Capo Occidentale e del Capo Orientale, rara e diffusa su un ristretto areale con una EOO (Extent Of Occurance) di circa 500 km2. È principalmente diffusa nell'area tra i monti Witteberg ed i monti Swartberg.
Cresce soprattutto nella macchia del fynbos sudafricano e la si può trovare in riparati e ombreggiati anfratti rocciosi incassati nelle pareti di gole e dirupi.